# Stadion Al-Ahli w Ad-Dausze
Stadion Al-Ahli – wieloużytkowy stadion, położony w mieście Doha, stolicy Kataru. Na co dzień rozgrywa na nim swoje mecze klub Al-Ahli. Obiekt może pomieścić 20 000 widzów. Odbyło się na nim część spotkań (w tym finał) piłkarskiego Pucharu Azji 1988. 28 października 1993 roku miał na nim także miejsce zapamiętany mecz pomiędzy Japonią a Irakiem w ramach ostatniej kolejki eliminacji do Mistrzostw Świata 1994, zakończony remisem 2:2, który eliminował Japonię z udziału w turnieju na rzecz Arabii Saudyjskiej i Korei Południowej. W 1995 roku obiekt był jedną z aren młodzieżowych mistrzostw świata, a w roku 2006 turnieju piłkarskiego na XV Igrzyskach Azjatyckich.